# بطاركة (كاثوليكس) مالانكارا

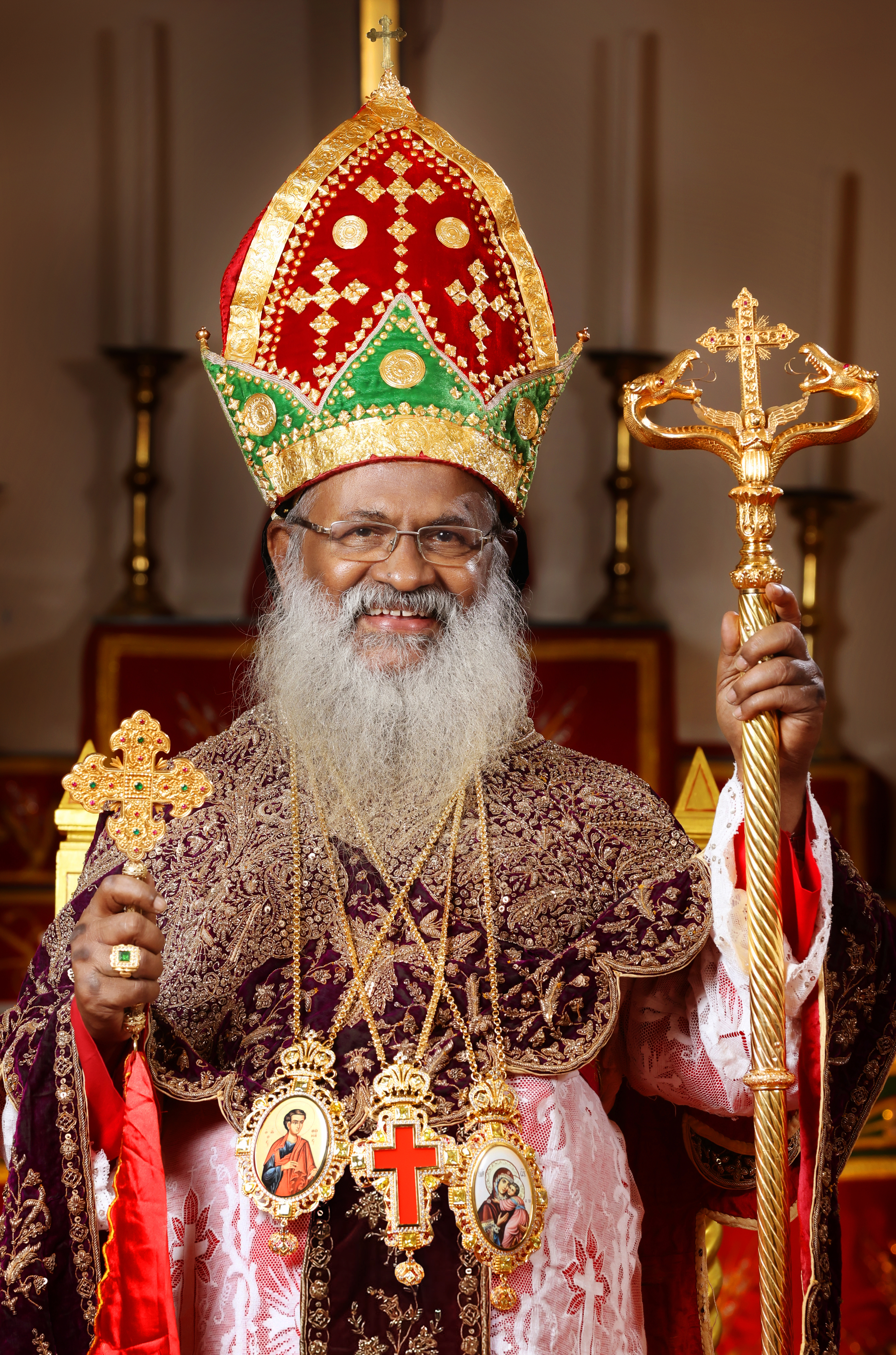
باسيليوس مارتوما ماثيو الثالث كاثوليكوس ومطران مالانكارا

مطارنة مالانكارا هو عنوان مُنح لرئيس كنيسة مالانكارا السريانية الأرثوذكسية، من قبل حكومة ترافنكور وكوشين في جنوب الهند. تم منح هذا اللقب بإعلان من ملك ترافنكور وملك كوشين. المكان الرئيسي الذي تدار منه كنيسة مالانكارا السريانية الأرثوذكسية زمنيا وروحيا هو في مدينة مالانكارا، وبها أيضا مدرسة اللاهوت السابقة بكوتايام. بعد عام 1877، بدأت كل طائفة في مالانكارا تدعي أن أسقفها هو مطران مالانكارا. من بينهم رئيس كنيسة مالانكارا السريانية الأرثوذكسية، تم تأكيده من قبل المحكمة العليا في الهند باعتباره صاحب حق لقب مطران مالانكارا في الحكم المتعلق بنزاع الأصول مع كنيسة مالانكارا اليعقوبية السريانية الأرثوذكسية. مطران مالانكارا الحالي هو قداسة باسيليوس مارتوما ماثيو الثالث.
في ضوء الأحكام الصادرة عن المحكمة العليا الهندية لصالح كنيسة مالانكارا السريانية الأرثوذكسية وبعد سن اللوائح الجديدة للكنيسة في عام 2002، يحق لكنيسة مالانكارا اليعقوبية السريانية الأرثوذكسية أن تستعمل لقب «مطران قيم». المطران القيم الحالي هو مور غريغوريوس جوزيف.
يستخدم رئيس كنيسة مار توما السريانية لقب «مطران مار توما» منذ عام 1894. مطران مار توما الحالي هو ثيودوسيوس مار توما.

## قائمة مطارنة مالانكارا
هذه قائمة رؤساء الكنيسة في كنيسة مالانكارا السريانية الأرثوذكسية بعد قسم كونان كروس:
- مار توما الأول (1653-1670). بعد أربعة أشهر من قسم كونان كروس التاريخي، في 22 مايو عام 1653، تم رسامة توما كاثانار (أرشديكون توماس) من عائلة باكالوماتوم كأسقفًا بلقب "مار توما" بوضع أيدي 12 كاهنًا. يُعرف باسم "مار توما الأول (مار توما الكبير). جادل الفصيل الكاثوليكي المنافس بأن تكريس مار توما الأول من قبل 12 كاهنًا كان غير قانوني وبالتالي أرسلت كنيسة مالانكارا نداءات إلى مختلف المراكز المسيحية الشرقية. أخيرًا، وصل مور غريغوريوس عبد الجليل من القدس إلى مالانكارا في عام 1665 وقام بترتيب رسامة مار توما الأول. مار توما الأول قد نجا من عدد من محاولات الاغتيال. توفي في 25 أبريل عام 1670، ودفن في كنيسة القديسة مريم، أنغامالي.

- مار توما الثاني (1670–1686). رسمه مار توما الأول ومور غريغوريوس عبد الجليل. توفي في 14 أبريل عام 1686، ودفن في كنيسة القديسة مريم، نيرانام.

- مار توما الثالث (1686–1688). رسمه مار إيفانيوس هيرودياث الله (من أنطاكية). توفي في 21 أبريل عام 1688، ودفن في كنيسة القديس توما، كادامباناد.

- مار توما الرابع (1688 - 1728). رسمه مار إيفانيوس هيرودياث الله. توفي في 24 مارس عام 1728، ودُفن في كنيسة القديسة مريم في كنداناد.

- مار توما الخامس (1728-1765). رسمه مارتوما الرابع. توفي في 8 مايو 1765 ودفن في كنيسة القديسة مريم، نيرانام.

- مار توما السادس (مار ديونيسيوس الأول) (1765-1808). رسمه مارتوما الخامس في يونيو عام 1770، قبل إعادة رسامته من الأساقفة الأنطاكيين من أجل تجنب الانقسام في الكنيسة وتم قبول لقب ديونيسيوس. لم يوافق مارتوما الخامس على تعيين كاتومانجاتو أبراهام مار كوريلوس كمطران من قبل أسقف من أنطاكية. كانت هذه بداية كنيسة مالابار السريانية المستقلة. زار كلوديوس بوكانان مار توما السادس واتخذ الترتيبات اللازمة لترجمة الكتاب المقدس إلى اللغة الماليالامية. قدم له مار توما السادس الكتاب المقدس المكتوب بالسريانية القديمة. هذه المخطوطة محفوظة في المكتبة العامة بجامعة كامبريدج. توفي مار توما السادس في 8 أبريل عام 1808، ودُفن في كنيسة القديسة مريم في بوتينكافو.

- مار توما السابع (1808-1809) رسمه مارتوما السادس في عام 1796. في 1 ديسمبر 1808، تم منح مبلغ 3000 ستار (في عام 2002 كان لعملة ستار قيمة سوقية قدرها 475 جنيهًا إسترلينيًا) كقرض دائم إلى العقيد البريطاني المقيم ماكولاي. يُعرف هذا باسم فاتيبانام. توفي مارتوما السابع في 4 يوليو 1809 ودفن في كنيسة القديس بطرس والقديس بولس، كولنشيري.

- مار توما الثامن (1809-1816). رسمه مارتوما السابع في 2 يوليو 1809. تم افتتاح مدرسة كوتايام (التي عُرفت لاحقًا باسم مدرسة بازهايا اللاهوتية) وبدأ التعليم الحديث في ولاية كيرالا. توفي مارتوما الثامن في 26 يناير 1816 ودُفن في كنيسة القديسة ماري، بوتينكافو.

- مار توما التاسع (1816-1817). رسمه مارتوما الثامن دون موافقة الشعب. لذلك اعتزل الي كنيسة مار جرجس قداماتوم وقضى بقية أيامه في الصلاة والصوم. توفي عام 1817 ودفن في كنيسة قداماتوم.

- مار ديونيسيوس الثاني (بوليكوتيل جوزيف مار ديونيسيوس الأول) (1816-1816). ولد باسم جوزيف إيتوب في عائلة بوليكوتل في كوننامكولام عام 1742 ورُسم أسقفًا بلقب جوزيف مار ديونيسيوس من قبل جيفارجيس مار فيليكسينوس من كنيسة ثوهيور في 22 مارس عام 1815. بعد وفاة مار توما الثامن، الذي رسم عمه أييب كاثانار باسم مار توما التاسع، أُجبر مار توما التاسع التنازل عن منصبه وتسليم المسؤولية إلى جوزيف مار ديونيسيوس حيث أصبح الرئيس الأعلى لكنيسة مالانكارا بإعلان ملكي صادر عن حاكم ترافانكور ثم حاكم كوشين. منذ عهد جوزيف مار ديونيسيوس، يُعرف لقب رأس كنيسة مالانكارا باسم مطران مالانكارا. نظرًا لأنه كان الأسقف الثاني الذي يحمل اسم ديونيسيوس في كنيسة مالانكارا السريانية الأرثوذكسية، لذلك سمي باسم ديونيسيوس الثاني. توفي في 24 نوفمبر عام 1816، ودفن في مدرسة بازهايا اللاهوتية، كوتايام.

- مار ديونيسيوس الثالث (بوناثرا مار ديونيسيوس) (1817-1825). وُلد بأسم كورين في عائلة بوناثارا في كوتايام عام 1785، ورُسم أسقفًا من قبل جيفارجيس مار فيليكسينوس من كنيسة ثوهيور في 19 أكتوبر 1817. وتعرض لضغوط من المبشرين الأنجليكيان الذين أرادوا إصلاح كنيسة مالانكارا. كان عليه أن يعين لجنة من ستة أعضاء لاقتراح تحسينات يجب إجراؤها في الكنيسة. توفي في 17 مايو  عام 1825، ودفن في كنيسة القديسة مريم تشيريابالي، كوتايام

- مار ديونيسيوس الرابع (شباتو فيليبوس مار ديونيسيوس) (1825-1852). وُلِد بأسم فيليبوس في عائلة أناجيلموتيل في باليباد بالقرب من شباد عام 1781 ورسم من قبل جيفارجيس مار فيليكسينوس من كنيسة ثوهيور في 27 أغسطس 1825. كان عليه أن يواجه العديد من العقبات خلال فترة حكمه. بدأ المبشرون الذين أتوا من إنجلترا وأسقفهم الأنجليكاني في كلكتا بالتدخل في الشؤون الداخلية لكنيسة مالانكارا. اقترحت رسالة من أسقف كلكتا في عام 1835 بعض التغييرات في الإدارة والممارسات الليتورجية لكنيسة مالانكارا. عقد ديونيسيوس الرابع اجتماعًا لممثلي الكنائس في مافيليكارا في 16 يناير 1836 ورفض اقتراحات الأسقف الأنجليكاني. أعطى الاجتماع في مافيليكارا الاعتراف الرسمي لبطريرك أنطاكية باعتباره الإدارة العليا لكنيسة مالانكارا. ومن ثم، كان يشار إلى كنيسة مالانكارا في هذا الوقت باسم الكنيسة اليعقوبية. سرعان ما أنشأ المبشرون الأنجليكان كنيسة فأنضم اليها أقلية من أعضاء كنيسة مالانكارا. حتى بعد أن أنهت كنيسة مالانكارا علاقتها مع المبشرون الأنجليكان، أثر تعليم المبشرون الأنجليكان على مجموعة من أعضاء الكنيسة. حث بعض رجال الدين تحت قيادة بالاكوناث أبراهام مالبان على الإصلاح في الكنيسة. أرسل أبراهام مالبان ابن أخيه بالاكوناثو ديكون ماثيو إلى أنطاكية دون إذن من كنيسة مالانكارا ومطران مالانكارا. كرس أسقفًا بلقب ماثيو مار أثناسيوس من قبل بطريرك أنطاكية للسريان الأرثوذكس، إغناطيوس إلياس الثاني في 17 فبراير 1842. وكان أول أسقف في مالانكارا رُسم من قبل بطريرك أنطاكية. بعد حوالي عام، في مارس 1843 عاد أثناسيوس إلى الهند. كانت هناك اعتراضات من بين كنيسة مالانكارا. كتبوا لاحقًا إلى أنطاكية اعتراضاتهم، وبالتالي في عام 1846 أرسل بطريرك أنطاكية المطران مور كيرلس يوياكيم إلى مالانكارا كمندوب له. في عام 1852 تنازل ديونيسيوس الرابع عن كرسيه بسبب أعتلال صحته. قدم كل من مور كيرلس يوياكيم وماثيو مار أثناسيوس مطالبات للحصول على لقب مطران مالانكارا. عين ملك ترافانكور لجنة من أربعة من كبار المسؤولين الحكوميين وقرروا أنه لا يمكن اعتبار الأسقف الأجنبي على أنه مطران مالانكارا. لذلك أصدر الملك إعلانًا لصالح ماثيو مار أثناسيوس في 30 أغسطس 1852. بعد تنازله عن كرسيه، كان ديونيسيوس الرابع طريح الفراش بسبب اعتلال صحته وتوفي في 9 أكتوبر عام 1855 ودُفن في كنيسة القديس جورج، تشباد.

- ماثيو مار أثناسيوس (1852-1877). في عهد ماثيو مار أثناسيوس، أصلحت الكنيسة. ومع ذلك، كانت الغالبية العظمى من الناس تقليديين وكان الحزب الإصلاحي أقلية صغيرة. أرسل الحزب التقليدي الأب جوزيف من عائلة بوليكوتل إلى أنطاكية. كان ابن شقيق بوليكوتل جوزيف مار ديونيسيوس الأول (مار ديونيسيوس الثاني). كرسه بطريرك أنطاكية إغناطيوس يعقوب الثاني على أنه جوزيف مار ديونيسيوس الثاني (مار ديونيسيوس الخامس) في 7 مايو 1865. بعد وصوله إلى مالانكارا، طلب مار ديونيسيوس الخامس إلى حكومة ترافانكور إلغاء الإعلان الملكي الصادر في وقت سابق لصالح ماثيو مار أثناسيوس. لكن الحكومة رفضت هذا الاستئناف وطلبت من مار ديونيسيوس الخامس التوجه إلى الديوان الملكي. رسم ماثيو مار أثناسيوس الابن الأكبر لابراهام مالبان بلقب توماس مار أثناسيوس خلفًا له في عام 1869. توفي ماثيو مار أثناسيوس في 16 يوليو عام 1877، ودُفن في كنيسة مارامون. استمرت التقاضي بين الجماعة التقليدية والإصلاحية، وفي 12 يوليو 1889، تم عزل توماس مار أثناسيوس من قبل الديوان الملكي وأعلن مار ديونيسيوس الخامس (بوليكوتل جوزيف مار ديونيسيوس الثاني) بصفته مطران مالانكارا.

## قائمة مطارنة كنيسة مالانكارا السريانية الأرثوذكسية بعد عام 1865 بعد عزل ماثيو مار أثناسيوس
- مار ديونيسيوس الخامس (بوليكوتل جوزيف مار ديونيسيوس الثاني) (1865-1909)، دفن في مدرسة بازهايا اللاهوتية، كوتايام.[4]

## فصل كنيسة مالانكارا اليعقوبية السريانية الأرثوذكسية عن كنيسة كنيسة مالانكارا السريانية الأرثوذكسية
- مار ديونيسيوس السادس (جيفارجيس مار ديونيسيوس من فاتاسريل) (1909-1934)، توفي في 23 فبراير عام 1934، ودفن في مدرسة بازهايا اللاهوتية، كوتايام.
- باسيليوس جيفارجيس الثاني (1934–1964) كاثوليكوس الشرق ومطران مالانكارا، 
 رسمه مار ديونيسيوس السادس ككاثوليك الشرق في 15 فبراير عام 1929. انتخبت مؤسسة مالانكارا التي عقدت في مدرسة بازهايا اللاهوتية، كوتايام في 24 ديسمبر عام 1934، كاثوليكوس جيفارجيس الثاني كمطران مالانكارا فيكون له لقبي الكاثوليكوس ومطران مالانكارا. منذ ذلك الوقت، أصبحت السلطات الروحية والزمنية على الكنيسة مركّزة في شخص واحد.[5] [6] بعد اتفاق السلام بين كنيسة مالانكارا السريانية الأرثوذكسية وكنيسة مالانكارا اليعقوبية السريانية الأرثوذكسية في عام 1958، قاد كنيسة مالانكارا التي أعيد توحيدها من عام 1958. توفي جيفارجيس الثاني في 3 يناير عام 1964، ودفن في كنيسة أرامانا، ديفالوكام، كوتايام.
- باسيليوس أوجين الأول (1964-1975) كاثوليكوس الشرق ومطران مالانكارا، دفن في كنيسة أرامانا، ديفالوكام، كوتايام.
- باسيليوس مار توما ماثيو الأول (1975-1991) كاثوليكوس الشرق ومطران مالانكارا، دفن في كنيسة أرامانا، ديفالوكام، كوتايام.
- باسيليوس مار توما ماثيو الثاني (1991-2005) كاثوليكوس الشرق ومطران مالانكارا، دفن في جبل حوريب تشابل، ساستامكوتا.
- باسيليوس مار توما ديديموس الأول (2005-2010) كاثوليكوس الشرق ومطران مالانكارا، دفن في جبل دير جبل تابور، باثنابورام.
- باسيليوس مارتوما بولوس الثاني (2010-2021) كاثوليكوس الشرق ومطران مالانكارا، دفن في كنيسة أرامانا، ديفالوكام، كوتايام.

- باسيليوس مارتوما ماثيو الثالث (الكنيسة الأرثوذكسية الهندية) (2021 حتى الآن) كاثوليكوس الشرق ومطران مالانكارا، تم ترشيحه من قبل المجمع المقدس واللجنة الإدارية بتاريخ 14 أكتوبر عام 2021. انتخبت من قبل منظمة مالانكارا السريانية الأرثوذكسية. تم تنصيبه ككاثوليكوس الشرق ومطران مالانكارا. كان رئيس الاحتفال في خدمة التنصيب هو كورياكوس مار كليميس في 15 أكتوبر عام 2021.